# Biała Wielka
Biała Wielka – wieś w Polsce położona w województwie śląskim, w powiecie częstochowskim, w gminie Lelów.
W latach 1954–1959 wieś należała i była siedzibą władz gromady Biała Wielka, po jej zniesieniu w gromadzie Lelów. W latach 1975–1998 miejscowość położona była w województwie częstochowskim.
Przez miejscowość przepływa niewielka rzeka Białka (dopływ Pilicy), na której urządzane są spływy pontonowe.

## Nazwa
Miejscowość ma metrykę średniowieczną i notowana jest od XIV wieku. Wymieniona w 1345 Byala, Bala, Bala Episcopali, Byala Episcopi, Byala Groth, Biała Palatini .

## Historia
W 1345 we wsi ma miejsce bitwa wojsk polskich z wojskami czeskimi zmierzającymi spod Krakowa w kierunku Lelowa, która zakończyła się klęską Czechów. Miejscowość była wsią szlachecką należącą do Męnciny ze Skrzynna syna Dziersława. W 1389 część Białej drogą zamiany za wsie Bieliny i Zychorzyn  w ziemi radomskiej przechodzi we władanie biskupów krakowskich. Zamiany dokonał biskup krakowski Jan Radlica .
W 1531 miejscowość wymienił dokument sądu ziemskiego krakowskiego, który poświadczył, że trzej bracia Maciej, Piotr i Krzysztof Mijomscy zrezygnowali ze wszystkich dóbr; w tym wsi Białej, na rzecz swego ojca Andrzeja. Dobra te odziedziczyli po zmarłej babce Nawojce z Koniecpola wojewodzinie poznańskiej, wdowie po Macieju Mosińskim .
W XIX-wiecznym Słowniku geograficznym Królestwa Polskiego miejscowość wymieniona jest w powiecie włoszczowskim w gminie i parafii Lelów. W 1827 roku we wsi było 48 domów, w których mieszkało 353 mieszkańców, a w 1880 roku liczba domów wzrosła do 72.

## Pałac Zwierkowskich i Schuetzów
Niedaleko stoi kaplica pw. św. Anny i kilka rzeźb z XIX w. Obecnie pałac jest własnością prywatną.
Niedaleko od opisanego dworu, w Bogumiłku wznosi się dwór wzniesiony w latach 20. XX w. przez Antoniego Schütza, w którym obecnie znajduje się Specjalny Ośrodek Szkolno-Wychowawczy im. Jana Brzechwy.